# Petäjävesi
Petäjävesi (dobesedno »borova voda«) je občina in naselje na Finskem. Je v provinci Zahodna Finska, poleg mesta Jyväskylä, in je del regije Centralna Finska. Občina ima 3596 prebivalcev (31. december 2023) in pokriva površino 495,41 kvadratnih kilometrov, od tega je 39,01 km² vode.[1] Gostota prebivalstva je 7,88 prebivalcev na kvadratni kilometer.
Sosednje občine so Jyväskylä, Jämsä, Keuruu, Multia in Uurainen.
Občina je enojezična finska.
Stara cerkev v Petäjävesiju je bila leta 1994 uvrščena na Unescov seznam svetovne dediščine zaradi svojega pričevanja o nordijski cerkveni arhitekturi.

## Narava
V Petäjävesiju je skupaj 99 jezer. Največja jezera so Jämsänvesi-Petäjävesi, Ala-Kintaus in Ylä-Kintaus. Karikkoselkä je jezero v Petäjävesiju, ki ga je oblikoval meteorit.

### Udarni krater
Karikkoselkä je jezero, ki je nastalo v udarnem kraterju. Karikkoselkä je približno 30 km vzhodno od središča Keurusselkä, veliko starejšega in večjega udarnega kraterja. Večina jezer v regiji je podolgovatih v smeri severozahod-jugovzhod zaradi poledenitve, Karikkoselkä pa je presenetljivo okrogel.
Okoli jezera so našli veliko razbitih stožcev, kamnitih formacij, ki nastanejo pod ekstremnimi pritiski udarca. Nadaljnji dokazi prihajajo iz aeromagnetnih zemljevidov, ki kažejo jasno magnetno anomalijo na območju udarnega kraterja. Poleg tega vzorci, zbrani pri globokih vrtinah v jezersko dno, potrjujejo udarni izvor strukture.
Krater je najmanjši identificiran na Finskem, s premerom 1,4 km in globino 150 m. Zaradi sedimentov ima jezero največjo globino 26 m, kar je nenavadno globoko za jezero v regiji. Ocenjuje se, da je Karikkoselkä star med 230 Ma in 450 Ma (milijoni let), najverjetneje blizu 240 Ma (trias ali prej). Nekateri viri navajajo nerazumno nizko starost 1,88 milijona let, kar je verjetno napačna navedba – dokument o odkritju omenja, da je kamninska podlaga v regiji (znana kot osrednjefinski granitni kompleks) nastala pred približno 1,88 milijarde let (tisoč milijonov let v preteklost), v poznem paleoproterozoiku.
Obstajajo dokazi o neolitskem naselju na južni obali jezera. Glede na tam postavljeno ploščo še niso bila izkopavana in starost naselbine ostaja neznana.

## Galerija
- Notranjost stare cerkve
- Nova cerkev Petäjäves
- Stara cerkev v Petäjävesiju